# Lars Friis-Hansen
Lars Friis-Hansen, född 19 april 1955 i Köpenhamn, är en dansk handbollstränare. Han är i Sverige mest känd för att ha tränat Lugi HF i tre säsonger 2003–2006, med SM-semifinal 2006 som höjdpunkt.

## Tränaruppdrag
- Rødovre HK (1984–1986, damer)
- Sverresborg IF (1986–1988, damer)
- Ikast FS (1988–1993, damer)
- Ikast FS (1993–1995, herrar)
- Viborg HK (1995–1998, damer)
- Ikast-Bording Elitehåndbold (1998–2001, damer)
- Grasshopper Club Zürich (2001–2002, herrar)
- Aalborg HSH (2002–2003, herrar)
- Lugi HF (2003–2006, herrar)
- Kuwait (2007–2008, herrar)
- Saudiarabien (2009–2011, herrar)
- HC Midtjylland (2011, herrar)